# Juradi
 Juradi  (olaszul: Giuradi) falu Horvátországban, Isztria megyében. Közigazgatásilag Buzethez tartozik.

## Fekvése
Az Isztriai-félsziget északi részének közepén, Pazintól 13 km-re északra, községközpontjától 11 km-re délre, a Butoniga-tótól 1 km-re keletre fekszik.

## Története
1857-ben 54, 1910-ben 152 lakosa volt. Lakói főként mezőgazdaságból, valamint állattartásból éltek. 2011-ben 75 lakosa volt.

## Lakosság
| Lakosság változása | Lakosság változása | Lakosság változása | Lakosság változása | Lakosság változása | Lakosság változása | Lakosság változása | Lakosság változása | Lakosság változása | Lakosság változása | Lakosság változása | Lakosság változása | Lakosság változása | Lakosság változása | Lakosság változása | Lakosság változása |
| ------------------ | ------------------ | ------------------ | ------------------ | ------------------ | ------------------ | ------------------ | ------------------ | ------------------ | ------------------ | ------------------ | ------------------ | ------------------ | ------------------ | ------------------ | ------------------ |
| 1857               | 1869               | 1880               | 1890               | 1900               | 1910               | 1921               | 1931               | 1948               | 1953               | 1961               | 1971               | 1981               | 1991               | 2001               | 2011               |
| 54                 | 58                 | 135                | 124                | 138                | 152                | 0                  | 0                  | 154                | 140                | 132                | 99                 | 94                 | 84                 | 69                 | 75                 |